# 松谷化学工業
松谷化学工業株式会社（まつたにかがくこうぎょう、英文名称Matsutani Chemical Industry Co.,Ltd.）は、食品用加工澱粉など澱粉・糖化製品の製造販売を行う澱粉の総合メーカー。

## 概要
兵庫県伊丹市に本社を置く1919年創業の加工澱粉のパイオニアである。
古くから食品業界へ多数の加工澱粉製品を提供している。その加工澱粉製品の国内シェアはトップである。
資本としては、筆頭株主は三菱商事であるが、その他株主は松谷家を中心とした親族で占められているオーナー企業である。
また、澱粉分解物から開発した難消化性デキストリンは、血糖値を下げる効果があるとされ、多数の食品企業から売り出されている特定保健用食品の関与成分として大きなシェアを持つ。機能性表示食品にも展開している。

## 主な製品
- 食品用加工澱粉
  - 食感改良材
  - 揚げ物用澱粉
  - 麺用澱粉
  - 燻製用澱粉
  - 増粘剤
  - 造粒製品
  - 可溶性フィルム
- 難消化性デキストリン
- 糖化製品
  - セロビオース

## 沿革
- 1919年 - 創立者、松谷亀一郎が大阪市鎗屋町で澱粉業創業。
- 1934年 - 兵庫県伊丹市北村（現-北伊丹5丁目）に工場移設。
- 1945年 - 東京、大阪に営業所開設。
- 1953年 - 国内初の澱粉糖液脱塩精製にイオン交換樹脂法設備完成。
- 1955年 - 酒造用粉飴「MPD」販売開始。
- 1958年 - 資本金を1億円に増資し、糖化部門の諸設備の拡充を図る。
- 1959年 - 結晶ぶどう糖販売開始。
- 1964年 - 酵素製造設備完成、糖化酵素並びに医薬用、清酒用酵素剤「マツラーゼ」の販売開始。
- 1966年 - 粉ミルク向マルトデキストリン開発、販売開始。
- 1972年 - オランダ国AVEBE社と加工澱粉製品の独占輸入販売契約成立。
- 1980年 - 造粒設備完成。
- 1982年 - 糖化工場を近代化し、省エネ型の濃縮設備完成。
- 1985年 - 多孔性デキストリン「パインフロー」販売開始。
- 1987年 - タイ国に合弁会社SMS社設立、加工澱粉の製造、輸入開始。 福岡支店開設。
- 1988年 - 難消化性デキストリン「パインファイバー」開発、販売開始。 本社新社屋完成。広島、新潟支店開設。
- 1990年 - 「パインファイバー」FDA（アメリカ食品医薬品局）のGRASの承認。
- 1991年 - 加工澱粉の増産設備、省力化設備、自動包装設備完成。
- 1992年 - 「パインファイバー」特定保健用食品素材に認証。
- 1995年 - 糖化部門の増産設備完成。
- 1998年 - ガスタービン・コージェネレーション設備完成。
- 2000年 - ノンシュガー食品素材「ファイバーソル2H」販売開始。
- 2001年 - 研究・開発センター完成。
- 2003年 - 可溶性フィルム受託加工開始。
- 2006年 - 米国ADM社と合弁会社設立。
- 2007年 - 「パインファイバー」がモンドセレクション最高金賞受賞。
- 2011年 - 高松事務所開設。
- 2012年 - サヌキ松谷設立。
- 2013年 - 希少糖含有シロップ「レアシュガースウィート」を生産する番の州工場竣工。

## 事業所
- 本社・工場・研究所　兵庫県伊丹市北伊丹5丁目3番地北緯34度47分39.7秒 東経135度25分15.9秒 / 北緯34.794361度 東経135.421083度座標: 北緯34度47分39.7秒 東経135度25分15.9秒 / 北緯34.794361度 東経135.421083度
- 東京支店　東京都中央区日本橋本町4丁目4番2号北緯35度41分24.3秒 東経139度46分22秒 / 北緯35.690083度 東経139.77278度
- 名古屋支店　愛知県名古屋市中区錦2丁目3番4号（名古屋錦フロントタワー2階）北緯35度11分3.9秒 東経136度53分19秒 / 北緯35.184417度 東経136.88861度
- 福岡支店  福岡市博多区博多駅南1丁目4番18号北緯33度35分8.8秒 東経130度25分26.3秒 / 北緯33.585778度 東経130.423972度
- 広島支店　広島県広島市中区橋本町10番6号（広島NSビル10階）北緯34度24分27.2秒 東経132度27分51.9秒 / 北緯34.407556度 東経132.464417度
- 新潟支店　新潟県新潟市中央区南笹口1丁目1番54号（日生南笹口ビル4階）北緯37度54分29.6秒 東経139度3分56.4秒 / 北緯37.908222度 東経139.065667度
- 高松事務所　香川県高松市番町1丁目1番5号（ニッセイ高松ビル7階）
- 番の州工場・サヌキ松谷株式会社　香川県綾歌郡宇多津町吉田4001番11

## 傍系会社
- 松谷商事株式会社
- アセアントレーディング株式会社
- 松谷食品物流株式会社
- 米国松谷株式会社
- 韓国松谷株式会社
- 上海松谷国際貿易有限公司